# Julio Xavier Labayen
Julio Xavier Labayen OCD (* 23. Juli 1926 in Talisay, Negros Occidental, Philippinen; † 27. April 2016 in Antipolo) war ein philippinischer römisch-katholischer Ordensgeistlicher und Prälat von Infanta.

## Leben
Julio Xavier Labayen trat der Ordensgemeinschaft der Unbeschuhten Karmeliten bei und empfing am 4. Juni 1955 die Priesterweihe.
Papst Paul VI. ernannte ihn am 26. Juli 1966 zum Titularbischof von Sinnuara und zum Prälaten von Infanta. Der Erzbischof von Manila, Rufino Jiao Kardinal Santos, spendete ihm am 8. September desselben Jahres die Bischofsweihe; Mitkonsekratoren waren Alfredo Obviar, Apostolischer Administrator von Lucena, und Pedro Bantigue y Natividad, Weihbischof in Manila. Von 1966 bis 1982 war er zudem erster Leiter des Sekretariats für soziale Aktionen in der Philippinischen Bischofskonferenz.
Am 18. Februar 1978 verzichtete er im Zuge der neuen Vergaberichtlinien der römischen Kurie auf seinen Titularbischofssitz. Am 28. Juni 2003 nahm Papst Johannes Paul II. sein aus Altersgründen vorgebrachtes Rücktrittsgesuch an. Er zog nach Antipolo, wo er 2016 im Alter von 89 Jahren starb.